# Aldeaseca de Alba
Aldeaseca de Alba là một đô thị ở tỉnh Salamanca, phía tây Tây Ban Nha, cộng đồng tự trị Castile-Leon. Đô thị này có cự ly 27 kilômét so với tỉnh lỵ Salamanca và có dân số 118 người. Diện tích là 17,58 km².
Aldeaseca de Alba nằm trên khu vực có độ cao 866 mét trên mực nước biển.